# Polyplumaria gracillima
Polyplumaria gracillima is een hydroïdpoliep uit de familie Plumulariidae. De poliep komt uit het geslacht Polyplumaria. Polyplumaria gracillima werd in 1873 voor het eerst wetenschappelijk beschreven door Sars. 